# Exil
Exil – słowacki zespół eurodance. Został założony w 1991 roku w Trnawie przez Romana Jedinego.
W maju 1995 r. wydali album pt. Go Go, który był ich pierwszym sukcesem komercyjnym (sprzedano ponad 25 tys. nośników).
W ciągu swojej trzydziestoletniej kariery grupa wydała cztery autorskie albumy. W latach 1995 i 1996 była najlepiej sprzedającym się zespołem na Słowacji.
Formacja zdobyła dwie złote płyty za sprzedaż CD w nakładzie przekraczającym 30 tys. egzemplarzy.
Wylansowali przeboje „Kamarát” i „Go Go Happy Go”.
Od 2001 roku zespół zajmuje się głównie działalnością koncertową za granicą.

## Dyskografia
Albumy
- 1995: Go Go! – Relax, CD, MC
- 1996: I Want You – Relax, CD, MC
- 1997: We Can Do It – EMI, CD
- 1998: Pohoda – EMI, CD

Kompilacje
- 2000: Vianoce 1,2,3 – EMI, CD
- 2001: Evergreeny pre vás – EMI, CD

Single
- 1995: „Go Go Happy Go“
- 1995: „Sing With Me“
- 1995: „Miracle“
- 1996: „Kamarát“
- 1997: „We Can Do It“

Teledyski
- 1995: „Holiday“
- 1996: „Kamarát“
- 1997: „We Can Do It“